# Багамаев, Султан Султанович
Султан Султанович Багамаев (6 октября 1928 года, Панахмахи (ныне Акушинский район), Дагестанская АССР, РСФСР, СССР) — советский виноградарь, Герой Социалистического Труда.

## Биография
Даргинец. Родился в крестьянской семье. В 1935 году пошёл в школу в родном селе. В 1939-1942 годах учился в семилетней школе в селе Муги. После окончания школы стал работать в местном колхозе, вскоре стал бригадиром.
В 1951 году отслужил армию и вернулся в колхоз в селе Бачиюрт на должность бригадира. В 1957 году переселился в село Первомайское (Чечня), где в то время не осталось местного населения в результате депортации чеченцев и ингушей. На новом месте Багамаев стал председателем сельсовета. В 1966 году его назначили управляющим в винодельческом совхозе «Каспий».
Окончил Дербентский сельскохозяйственный техникум. 7 декабря 1973 года за успехи в труде Багамаев удостоен звания Героя Социалистического Труда с вручением ордена Ленина и золотой медали «Серп и Молот».
Был депутатом районного Совета народных депутатов и трёх созывов Верховного Совета Дагестанской АССР. Участвовал в работе X съезда профсоюзов и XXVI съезда КПСС.

## Награды
- Орден «Знак Почёта» (30 апреля 1966);
- Орден Октябрьской Революции (26 апреля 1971);
- Орден Ленина (7 декабря 1973);
- Орден Трудового Красного Знамени (23 декабря 1976).